# Echinaria
Echinaria là một chi thực vật có hoa trong họ Hòa thảo (Poaceae).

## Loài
Chi Echinaria gồm các loài: